# 호콘 1세

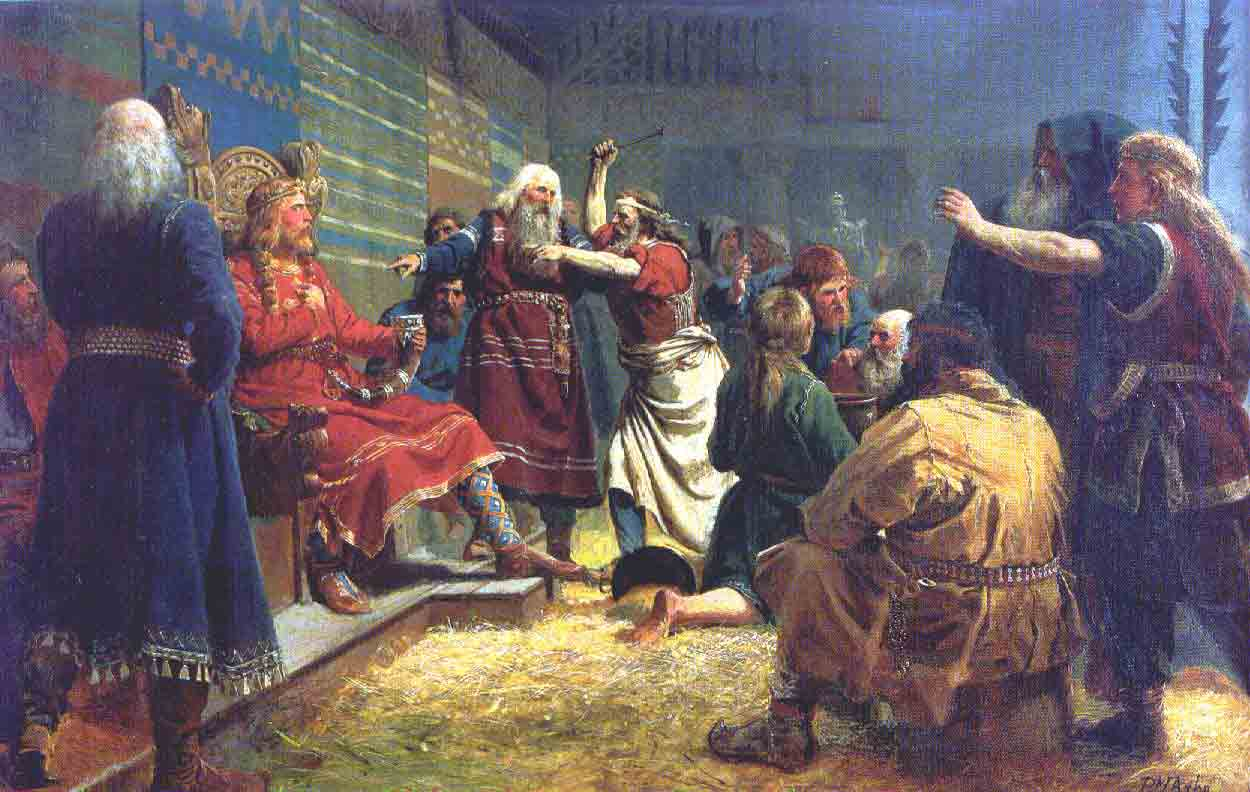
호콘 1세의 궁정

호콘 1세(노르웨이어: Håkon I, 920년경 ~ 961년) 또는 하콘 하랄손(고대 노르드어: Haakon Haraldsson)은 노르웨이의 국왕(재위: 934년 ~ 961년)이다. 하콘 고디(고대 노르드어: Hákon góði, 노르웨이어: Håkon den gode 호콘 덴 고데[*], 영어: Haakon the Good→선량왕 하콘)라는 별명으로 더 잘 알려져 있으며, 하콘 아달스테인스포스트리(고대 노르드어: Hákon Aðalsteinsfóstri, 노르웨이어: Håkon Adalsteinsfostre 호콘 아달스테인스포스트레[*])라고도 한다.
하랄 1세 국왕의 아들로 태어났으며 노르웨이에 기독교를 처음 도입한 국왕이다. 961년 호르달란주에서 일어난 피티아르(Fitjar) 전투에서 전사했다.
| 전임 에이리크 1세 | 제3대 노르웨이 국왕 934년경 ~ 961년 | 후임 하랄 2세 |